# Екатерина Тикарадзе
Екатерина Тикарадзе (на грузински: ეკატერინე ტიკარაძე) е грузинска лекарка и политичка, член на политическия съвет на партия „Грузинска мечта – Демократична Грузия“. Бивша министърка по въпросите на лицата, разселени от окупираните територии на Грузия, труда, здравеопазването и социалната защита (2019 – 2021).

## Биография
Родена е на 3 март 1976 г. в град Тбилиси, Грузинска ССР, СССР. През 1998 г. завършва Тбилиския държавен медицински университет. През 2005 г. получава държавно свидетелство за общопрактикуващ зъболекар. През 2007 – 2008 г. завършва пълен курс по лицево-челюстна имплантация в Института за приложни науки в Лудвигсхафен, през 2015 – 2016 г. преминава курс по Управленски компетенции на мениджърите в сектора на здравеопазването в Академията за медицински сестри и здраве в Мюнстер, през 2016 – 2019 г. получава магистърска степен по мениджмънт и бизнес администрация в болничния сектор по управление на икономиката и здравния мениджмънт в Университета за продължаващо обучение „Кремс“ във Виена.
От 2006 до 2008 г. работи като мениджър развитие на проекти за фондация „Зъболекари без граници“ в Нюрнберг, от 2008 до 2013 г. работи като консултант за развитието на болничния и застрахователния сектор в трети страни в MedTrans Arbon в Швейцария, от 2009 до 2015 г. е хирургичен ръководител по концептуални въпроси на денталната клиника на медицински център „Достакари“ в Сачхере, през 2015 – 2016 г. е ръководител за подобряване на сектора на здравеопазването в съответствие с европейските стандарти в държавния „Партньорски фонд“ в Тбилиси, от 2015 до 2019 г. е генерален директор на акционерното дружество „Поликлинична асоциация на областна болница Сачхере“ и изпълнителен директор на медицинския център „Достакари“ в Сачхере.
На 18 юни 2019 г. е назначена за министър по въпросите на лицата, разселени от окупираните територии на Грузия, труда, здравеопазването и социалната защита в правителството на Мамука Бахтадзе. Запазва поста министър в правителствата на Георги Гахария и Иракли Гарибашвили. На 9 декември 2021 г. тя подава оставка от поста министър.